# Ana Dall'Ara-Majek
 (janvier 2016).
Si vous disposez d'ouvrages ou d'articles de référence ou si vous connaissez des sites web de qualité traitant du thème abordé ici, merci de compléter l'article en donnant les références utiles à sa vérifiabilité et en les liant à la section « Notes et références ».
Ana Dall'Ara-Majek, née à Paris en 1980, est une compositrice de musique électroacoustique résidant à Montréal au Canada.

## Biographie
Ana Dall'Ara-Majek fait ses études musicales à l'université de Montréal (maîtrise en composition mixte), au Conservatoire de Pantin (avec Christine Groult), au Conservatoire de Blanc-Mesnil (avec Philippe Leroux) et à l’Université de Paris VIII (avec José Manuel López López). Compositrice influencée par la musique concrète et sa formation de harpiste, elle réalise de nombreuses musiques pour le concert, la danse, les spectacles et la vidéo. En avril 2016, elle obtient à l'université de Montréal son  doctorat en musique option composition avec félicitations unanimes du jury avec sa thèse La pensée mixte: une approche de la composition par l'interaction des pensées instrumentales, électroacoustique et informatique. Dans celle-ci, elle explore les différentes philosophies qui résultent de l'hybridation instrumentale, électroacoustique et informatique.
Ana Dall'Ara-Majek  a collaboré notamment avec le chorégraphe François Raffinot pour le spectacle Laborintus (Ménagerie de verre, Paris), et le réalisateur Patrick Lapierre pour le film Le cosmos sauvera le peuple (sélection au Québec Short Films, Festival de Cannes). Participant à des festivals et concours internationaux, elle s'est vu attribuer des commandes, notamment de Musiques et Recherches (Belgique), Densité 93 (France), et du SeaM (Allemagne).

## Lauréat des concours internationaux
- Destellos Competition 2015 : finaliste avec Diaphanous Acarina (œuvre électroacoustique)
- The Engine Room International Sound Art Competition 2015 : finaliste avec Pixel Springtail Promenade (œuvre électroacoustique)
- Franz Liszt Stipedium 2013 : 2e prix (commission prize) avec Lucilio Magus (œuvre électroacoustique)
- 2013 : deuxième prix Lucilio Magus (œuvre électroacoustique)
- Sound in Space 2011 : finaliste avec La Lechuga (œuvre électroacoustique), Goethe Institut, Boston (USA)
- 2011 : finaliste avec La Lechuga (œuvre électroacoustique), Sincronic International Composition Competition 2011 Orfeo Lleidata, Espagne
- 2011 : troisième prix avec Sept Mimes Messagers, interprété par Orquestra Joves Músics del Vallès, direction : Pedro Pardo
- Sincronic International Composition Compétition 2011 : 3e prix avec Sept Mimes Messagers (pour orchestre à cordes)
- Loops Inter Nations 2008 UNESCO - CIME : Lucilio Magus a été sélectionné par le CIME pour une parution sur le disque compact Loops Inter Nations 2008 (Mnemosyne Musique Media).
- Prix d’Étude de la SACEM 2004, France : 1er prix pour Voix de Trames (œuvre électroacoustique). Prix d'études : Conservatoire de Pantin (France)

## Œuvres
- Air (2014), flûtes à bec et bande stéréo
- Akheta’s Blues  (2013), bande 16 pistes
- Alice complice (2014), saxophones, piano préparé et bande stéréo
- Badminton bis (2015), bande stéréo
- La Chandelle des illusions (2007), bande 8 pistes
- Diaphanous Acarina (2015), bande stéréo
- Haiku Mixtur (2009), mezzo-soprano et bande stéréo
- Ikomani (2009), chœur et bande stéréo
- La Lechuga (2011), bande stéréo
- Local Pneumonia (2006), violon, traitement et bande stéréo
- Lucilio Magus (2007), bande stéréo
- Parcelles (2002), bande stéréo
- Pixel Springtail Promenade (2015), bande 16 pistes
- Ubukho (2010), saxophone soprano et bande 4 pistes
- Variations T (2008), harpe et traitement
- Voix de trames (2004), bande stéréo
- Volant électronique (2003), bande stéréo

## Discographie
- CIME / ICEM 2008 Boucles inter nations Mnémosyne musique média ICEM_EM 1001, 2008
- Air, Kohlenstoff Records (2014)